# Топана (комуна)
Топана (рум. Topana) — комуна у повіті Олт в Румунії. До складу комуни входять такі села (дані про населення за 2002 рік):
- Кинделешть (189 осіб)
- Кожгерей (149 осіб)
- Топана (523 особи)
- Унгурень (216 осіб)
- Чорика (167 осіб)

Комуна розташована на відстані 133 км на захід від Бухареста, 45 км на північ від Слатіни, 77 км на північний схід від Крайови, 126 км на південний захід від Брашова.

## Населення
За даними перепису населення 2002 року у комуні проживали 1244 особи.
Національний склад населення комуни:
| Національність | Кількість осіб | Відсоток |
| -------------- | -------------- | -------- |
| румуни         | 1242           | 99,8%    |
| німці          | 1              | 0,1%     |
| греки          | 1              | 0,1%     |

Рідною мовою назвали:
| Мова      | Кількість осіб | Відсоток |
| --------- | -------------- | -------- |
| румунська | 1243           | 99,9%    |
| грецька   | 1              | 0,1%     |

Склад населення комуни за віросповіданням:
| Релігія     | Кількість осіб | Відсоток |
| ----------- | -------------- | -------- |
| православні | 1243           | 99,9%    |
| адвентисти  | 1              | 0,1%     |